# Pablo Santillo
Pablo Santillo (Buenos Aires, Argentina; 7 de marzo de 1980) es un exfutbolista argentino, jugaba como arquero y su último equipo fue Arsenal de la Primera División de Argentina.

## Trayectoria
Pablo Santillo militó entre 2001 y 2003 en Chacarita Juniors. De 2003 a 2005 defendió a Atlanta, club en el cual debutó profesionalmente y marcó su único gol en primera. Fue de cabeza en el minuto 49 del Segundo Tiempo, poniendo el partido 2 a 2 frente a Central Córdoba de Rosario en el Estadio Gabino Sosa. En el 2005 se incorporó a Banfield, con el que debutó en la Primera División de Argentina el día 14 de agosto de 2005 contra Quilmes, por la segunda fecha del Torneo Apertura de dicho año. El encuentro finalizó en un empate sin goles, aquí fue suplente de Enrique Bologna y compañero en el arco de Mariano Barbosa.
En el 2008 pasó al Barcelona Sporting Club. A finales de 2008 fue elegido el mejor arquero de la Serie A de Ecuador de la temporada. Quedó en la historia del club ya que es el arquero menos goleado con 796 minutos sin que le conviertan estando en un mismo equipo. Estuvo a 8 minutos del récord en todo el país. A finales del 2008 sufrió una grave lesión que marginó su desempeño en la primera parte del año siguiente. Máximo Banguera tomó el rol de titular en el Barcelona.
Para la segunda mitad del 2009 se incorporó a Racing Club, club del cual su padre y hermanos son hinchas, en una cesión de 130.000 dólares y una opción de compra de 600.000 dólares en la cual se resta el costo de la cesión. Solamente disputó dos partidos con la casaca albiceleste.
A mediados de 2010 retornó a su Banfield, una vez finalizada la cesión a Racing, siendo el principal relevo del arquero titular Cristian Lucchetti.
El 24 de junio de 2012 descendió a la Primera B Nacional con su club tras haber perdido por 3-0 frente a Colón como local en el Estadio Florencio Sola. En la temporada 2012/2013 ya en la B nacional, defendió el arco de Banfield como titular tras la salida de Cristian Lucchetti. Luego en 2013 fue a Talleres luego que éste ascendiera a la B nuevamente.
Sus buenas actuaciones hicieron que se ganara la titularidad desplazando al arquero Diego Aguiar que venía de la temporada anterior con el club en el Argentino A, pero ya en la segunda ronda su rendimiento empeoró notablemente al punto que le rescindieron el contrato. Al terminar su vínculo con Talleres tampoco renovó con Banfield, por lo tanto quedó libre.
Su último club fue el Arsenal de Sarandí, donde jugó por dos temporadas hasta su retiro en julio de 2018.
En octubre de 2023 se sumo al Club Atlético Platense como entrenador de arqueros.

## Clubes
| Club                   | País      | Año       |
| ---------------------- | --------- | --------- |
| Chacarita Jrs          | Argentina | 2001-2003 |
| Atlanta                | Argentina | 2003-2005 |
| Banfield               | Argentina | 2005-2013 |
| Barcelona (préstamo)   | Ecuador   | 2008-2009 |
| Racing Club (préstamo) | Argentina | 2009-2010 |
| Talleres Cba           | Argentina | 2013-2014 |
| Atlanta                | Argentina | 2014-2015 |
| Defensa y Justicia     | Argentina | 2015-2016 |
| Arsenal                | Argentina | 2016-2018 |

## Palmarés

### Títulos nacionales
| Torneo          | Club    | Sede      | Año  |
| --------------- | ------- | --------- | ---- |
| Torneo Apertura | Atlanta | Argentina | 2003 |